# Adolfo Albertazzi
Œuvres principales
Romanzieri e romanzi del Cinquecento e del Seicento (1891)
La contessa d'Almond (1894)
Novelle umoristiche (1900)
In faccia al Destino (1906)
Amore e amore (1914)
Facce allegre(1921)
Adolfo Albertazzi (né le 8 septembre 1865 à Bologne et mort le 10 mai 1924  à Castel San Pietro Terme, dans la province de Bologne) est un écrivain italien, auteur de nouvelles et de romans, un critique littéraire et un historien de la littérature.

## Biographie
Disciple, ami et biographe de Giosuè Carducci, Adolfo Albertazzi enseigne l'histoire de la littérature à Mantoue, à Foggia et enfin à l'Institut Pier Crescenzi de Bologne. Narrateur fécond, il a vu son travail encensé par certains et critiqué par d'autres. Giovanni Papini écrit à son sujet qu'il est « l'un des rares prodiges de la littérature italienne vivante ». Luigi Russo (it) le considère « narrateur riche en talent et en culture et avec des intentions très nobles, mais pauvre en tempérament ».
Il a écrit des romans, des recueils de nouvelles, dans lesquels il montre, dans le style vériste en vogue à l'époque, inspiré par le naturalisme de Guy de Maupassant, d'Émile Zola, des frères Jules et Edmond de Goncourt, un esprit ironique particulier et des moments lyriques heureux, des essais critiques et des livres pour enfants. Il a dirigé l'édition d'œuvres de Giosuè Carducci, Niccolò Tommaseo, Alfredo Oriani, Alessandro Tassoni.
Il collabore assidûment à Il Resto del Carlino, le grand quotidien généraliste de Bologne fondé en 1885 et est la figure centrale du cénacle carduccien de Bologne.
Adolfo Albertazzi meurt le 10 mai 1924 dans sa maison de Castel San Pietro Terme, près de Bologne, à l'âge de 58 ans. Il est enterré dans le cimetière monumental de la Chartreuse de Bologne (Certosa di Bologna).

## Œuvres

### Romans
- 1894 : La contessa d'Almond ;
- 1896 : L'Ave ;
- 1899 : Ora e sempre ;
- 1906 : In faccia al Destino.

### Essais critiques
- 1891 : Romanzieri e romanzi del Cinquecento e del Seicento ;
- 1903 : Il romanzo ;
- 1911 : Tasso ;
- 1915 : Foscolo ;
- 1921 : Il Carducci in professione d'uomo.

### Nouvelles
- 1900 : Novelle umoristiche ;
- 1908 : Il zucchetto rosso e storie di altri colori ;
- 1914 : Amore e amore ;
- 1918 : Il diavolo nell'ampolla ;
- 1920 : Strane storie di storia vera ;
- 1921 : Facce allegre ;
- 1921 : Top ;
- 1924 : La merciaina del piccolo ponte. Tra gente varia.

### Livres pour enfants
- 1913 : Asini e compagnia ;
- 1920 : Cammina cammina cammina ;
- 1922 : A stare al mondo..., Collection « smeraldo » n° 2, Casa Editrice Vitagliano, Milan :
- 1922 : I racconti di Corcontento.

## Crédit d'auteurs
- (it) Cet article est partiellement ou en totalité issu de l’article de Wikipédia en italien intitulé « Adolfo Albertazzi » (voir la liste des auteurs).